# Paspalum conspersum
Paspalum conspersum là một loài thực vật có hoa trong họ Hòa thảo. Loài này được Schrad. mô tả khoa học đầu tiên năm 1824.